# Nicolas Roque
Nicolas Roque dit La Roque, né le 14 septembre 1736, mort le 1er mai 1815, est un général de brigade de la Révolution française.

## États de service
Il devient capitaine en 1773.
Il est nommé lieutenant-colonel le 1er janvier 1791, au 79e régiment d’infanterie, et le 12 juillet 1792, il passe colonel commandant ce même régiment, à l’armée de Savoie.
Il est promu général de brigade provisoire le 7 septembre 1793, à l’armée des Pyrénées orientales, et il est démis de ses fonctions le 23 décembre suivant en raison de ses origines aristocratiques. Il est arrêté le 1er janvier 1794, et il est admis à la retraite le 16 décembre 1794.
Il meurt le 1er mai 1815.

## Sources
- (en) « Generals Who Served in the French Army during the Period 1789 - 1814: Eberle to Exelmans »
- (pl) « Napoléon.org.pl »